# نعمة يافث
نعمة يافث (8 أكتوبر 1860 - 23 ديسمبر 1923)، رجل أعمال وفاعل خير لبناني هاجر إلى البرازيل وكون ثروة كبيرة عبر إنشائه لمصانع النسيج وتبرعت عائلتة بالمال لتأسيس مكتبة نعمة يافث التذكارية في الجامعة الأمريكية في بيروت.

## النشأة والمسيرة
ولد نعمة بن شديد بن نعمة بن يافث بن حنّا بن موسى التبشراني في ضهور الشوير في جبل لبنان ودرس في مدرسة دير مار الياس ثم في مدرسة المرسلين الإنكليز في الشوير ثم في الكلية السورية الإنجيلية في بيروت (الآن: الجامعة الأميركية في بيروت) التي تحصل منها على البكالوريويس في العلوم. أدار بعد ذلك مدارس الجمعية الخيرية الأرثوذكسية في بيروت ودرّس في مدرسة «الثلاثة الأقمار» وهي أول مدرسة من مدارس الجمعية الخيرية. وأسس «جمعية التعليم المسيحي» ومكتبة لمدرسة «الثلاثة الأقمار» وكان من مؤسسي «المجلس العلمي الشرقي» الذي اُنتخب أمين سره. وبينما كان يدرس في الكلية السورية الإنجيلية التقى صحبة عدد من الطلبة بإمبراطور البرازيل بيدرو الثاني أثناء زيارته للكلية والذي حثهم على الهجرة إلى البرازيل. هاجر إلى البرازيل في 1893 واختار سان باولو مركزا لأنشطته التجارية وأسس بعد ذلك مصانع للنسيج في ايبرنغا في ضواحي سان باولو. وأسس الغرفة التجارية السورية بالبرازيل وترأس «الجمعية الوطنية السورية اللبنانية». وبعد الحرب العالمية الأولى زار أوروبا ثم مصر ثم بيروت ثم الشوير ورجع بعد ذلك إلى البرازيل. وتوفي في سان باولو. كتب عدة مقالات في مجلة المقتطف. وكتب كتاب «المطول في الحساب» في 1886 ثم اختصره ليصبح «مختصر المطول» وكان أول رئيس لجمعية خريجي الجامعة الأمريكية في بيروت وتبرعت عائلته بالمال لتأسيس مكتبة نعمة يافث التذكارية في نفس الجامعة. أقيمت له جنازة مهيبة عند وفاته ودفن في ساو باولو.

## الحياة الشخصية
تزوج عفيفة ناصيف التبشراني التي تخرجت من مدرسة البنات الثانوية في الشوير وله منها سبعة أولاد وست بنات وهم المحامي والمصرفي والصناعي ريكاردو يافث (1907 - 1958) الذي عمل رئيسا لبنك بانكو دو برازيل وشديد وكارلوس ونجيب وفريديريكو وغلادستون وروبرتو وإيما ونبيهة ووديعة وملَكة وماتيلدا وهورتنسيا.

## التكريم
صنع له تمثال في مسقط رأسه «ضهور الشوير» وسُمي شارع باسم «شارع نعمة يافت» في منطقة الحمراء في بيروت. وسميت ساحة أهداها آل يافث إلى ساو باولو باسم «ساحة نعمة يافث».

## أعماله
- مطول في الحساب، المطبعة الأدبية، بيروت، 1886
- مختصر المطول
- مقالات وخطب (ترجمه للبرتغالية توفيق قربان في 1947 في ساو باولو)

## وصلات خارجية
- يافث في «الموسوعة كوم»
- يافث في «أرشيف المجلات الأدبية والثقافية العربية»
- جنازة نعمة يافث في قناة «تاريخ السينما البرازيلية» في يوتيوب

## بيبليوغرافيا
- نعمة يافث: حياته واعماله وأثاره، درس تحليلي مستفيد لنعمة يافث، أنطونيوس يافث، 1934
- مجموعة نعمة يافث، (تشمل مؤلفاته وخطبه والمراثي التي كتبت عنه وأقوال الصحف)، 1930